# Fernandina
Fernandina (ook wel Isla Fernandina) is het met een oppervlakte van 642 km² op twee (Isabela en Santa Cruz) na grootste eiland van de Galapagoseilanden; het is 34,9 km breed en 27,8 km lang en het meest  westelijke gelegen eiland van de archipel. Het is het grootste onbewoonde eiland van de eilandengroep. Het hoogste punt op het eiland is de actieve vulkaan La Cumbre met een hoogte van 1.476 meter. Het eiland heeft een actieve schildvulkaan die op op 11 april 2009 en 17 juni 2018 uitbarstte. Zoals de meeste andere eilanden is Fernandina gevormd door de Galápagos hotspot. De naam is te danken aan de Spaanse koning Ferdinand II van Aragon.

## Beschrijving

### Dierenleven
Het eiland is het meest ongerepte eiland van de archipel. Voor toeristen is alleen een schiereiland (Punta Espinosa) in het noordoosten toegankelijk. Een honderdtal zeeleguanen hebben zich gevestigd op zwarte lavarotsen van dit schiereiland. Verder broeden daar de (niet vliegende) galápagosaalscholvers, een bedreigde vogelsoort. Ook leven er galapagospinguïns, bruine pelikanen en galapagoszeeleeuwen op het eiland. Langs de kust zijn er mangrovebossen verspreid.
De grootste zorg in het natuurbeheer is om te voorkomen dat invasieve soorten het eiland bereiken zoals zwarte ratten. In 2000 werden op het eiland twee endemische knaagdieren uit het geslacht Nesoryzomys ontdekt, waarvan men dacht dat ze waren uitgestorven. Op het eiland worden soms illegale kampjes van vissers ontdekt.

### Geologie
Fernandina is geologisch gezien het jongste eiland van de Galapagoseilanden met een oppervlakte van 642 km² en een hoogte van 1476 meter. De caldera van het eiland is 6,5 km breed. In 1968 ontstond er een instorting van de caldera waardoor er stukken grond 350 meter inzakte. Een klein meer ontstond aan het noordelijke deel van de caldera. Op 11 april 2009 en 17 juni 2018 zorgden uitbarstingen van La Cumbre voor bedreiging van de flora en fauna van het eiland.

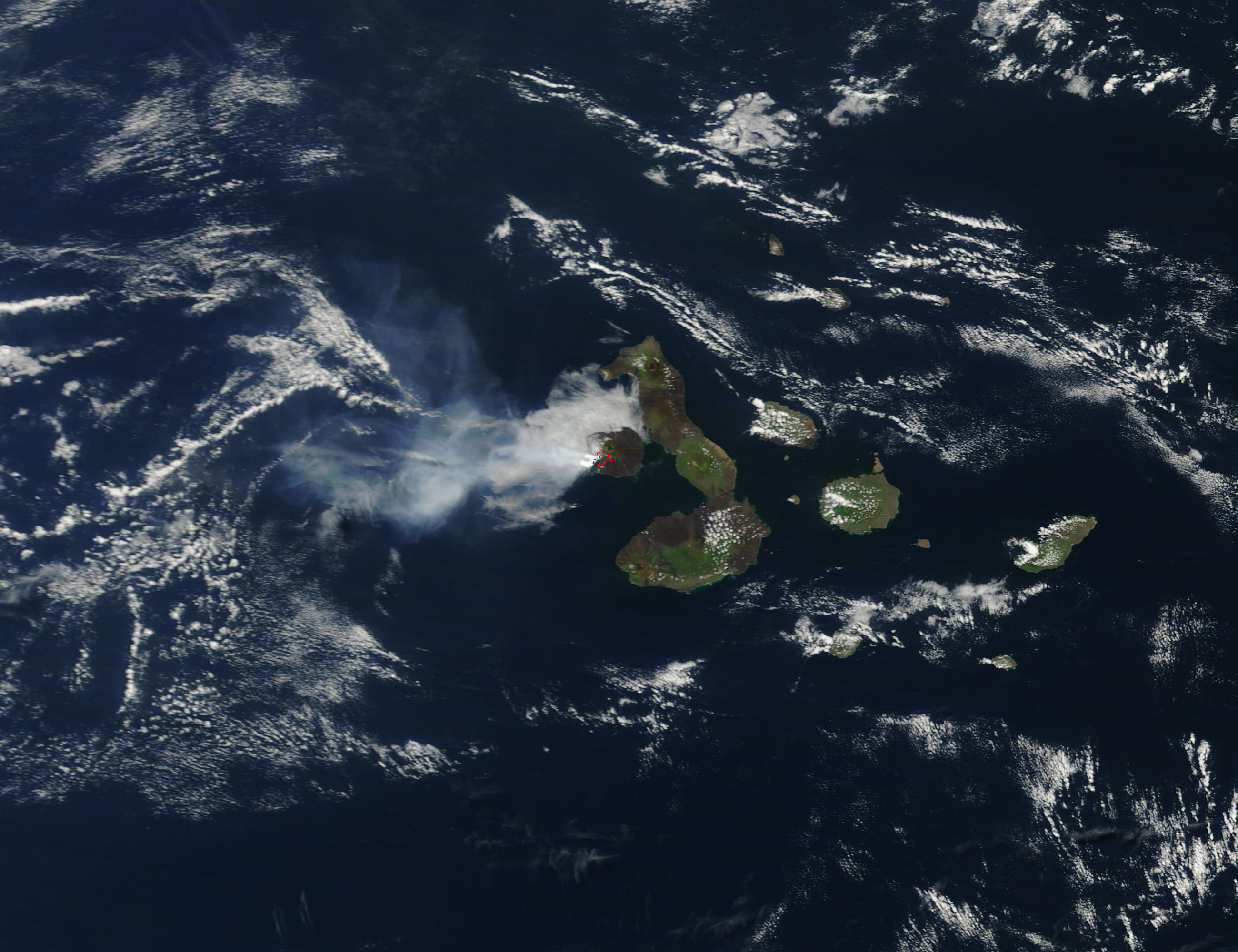
De uitbarsting van La Cumbre op 11 april 2009.
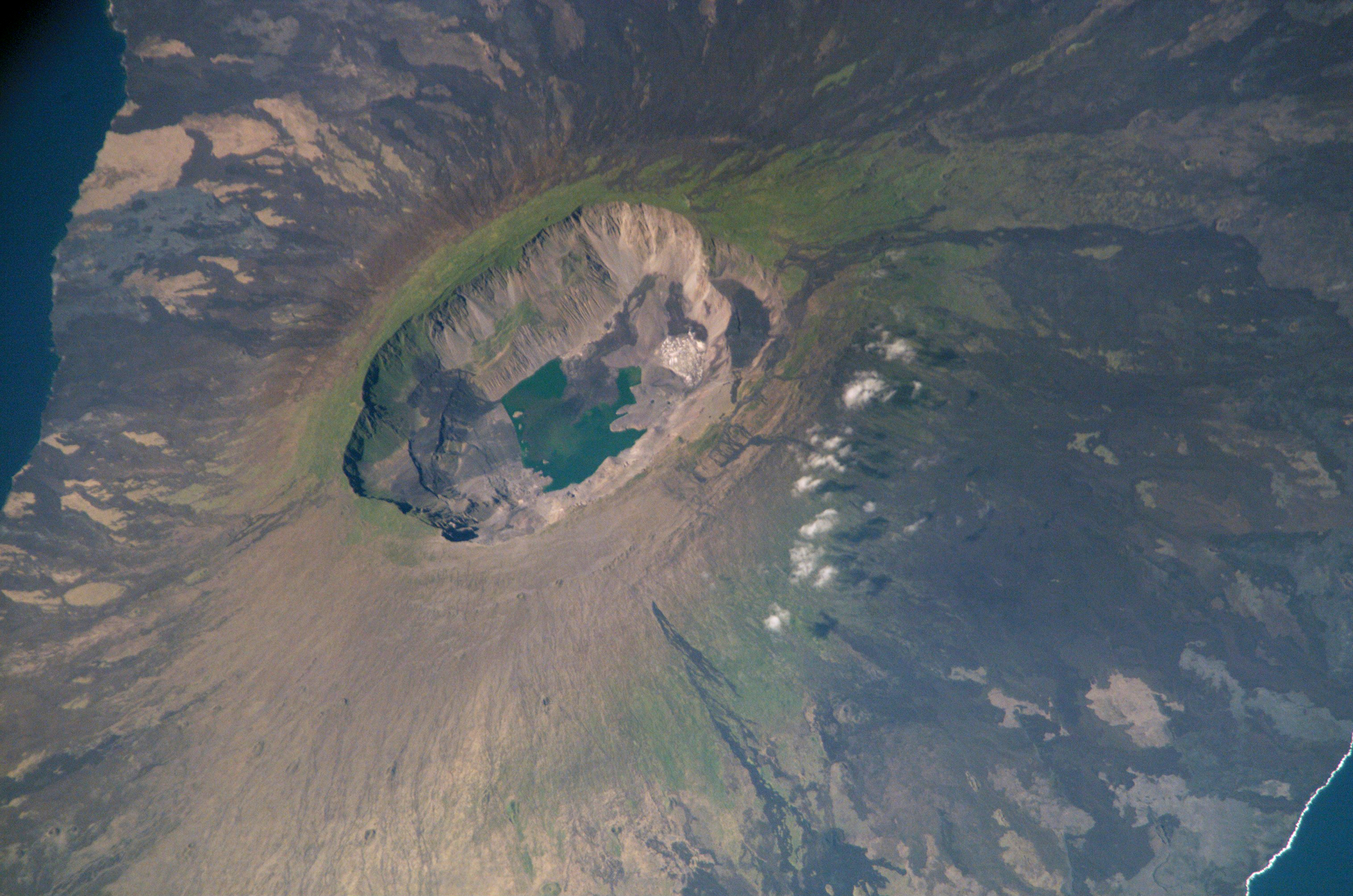
Een satellietbeeld van de vulkaan La Cumbre, ook het hoogste punt van het eiland